# Kilvaxter
Kilvaxter (Schots-Gaelisch: Cille Bhacastair) is een dorp ongeveer 5 kilometer ten zuiden van Uig op het eiland Skye in de Schotse lieutenancy in het raadsgebied Highland.